# Ottaviano Riario
Ottaviano Riario (Roma, 1 de septiembre de 1479 - Viterbo, 6 de octubre de 1523), fue señor de Imola y Forlì y obispo de Viterbo.

## Biografía
Nació en Roma, como hijo del conde Girolamo Riario (sobrino del papa Sixto IV) y de Caterina Sforza (hija ilegítima de Galeazo María Sforza, duque de Milán). Su padrino fue el cardenal Rodrigo Borgia, futuro papa Alejandro VI y su medio hermano era Juan de Médici. Huérfano de padre a la edad de nueve años y puesto bajo la regencia de su madre, en julio de 1488 fue nombrado señor de Imola y Forlì por el papa Inocencio VIII.
En 1506 fue elegido obispo de Viterbo.